# باهرام دباغ
باهرام دباغ (24 يوليو 1992 بآذرشهر في إيران - ) هو لاعب كرة قدم إيراني في مركز الوسط. شارك مع منتخب إيران تحت 17 سنة لكرة القدم ومنتخب إيران تحت 20 سنة لكرة القدم ومنتخب إيران تحت 23 سنة لكرة القدم. أما مع النوادي، فقد لعب مع نادي بيكان ونادي تراكتور سازي ونادي نساجي مازندران ونادي نفط طهران.

## وصلات خارجية
- باهرام دباغ على موقع قاعدة بيانات كرة القدم.إي يو (الإنجليزية)